# Против интерпретации и другие эссе
«Против интерпретации и другие эссе» (англ. Against Interpretation and Other Essays) — сборник эссе писательницы Сьюзен Зонтаг, опубликованный впервые в 1966 году. В книге собраны эссе, посвящёные различным вопросам литературы, театра, изобразительного искусства и кино. Зонтаг, в частности, пишет о том, как зрителю взаимодействовать с произведением искусства в эпоху переизбытка современной культуры.
В сборник вошли такие эссе, как «Против интерпретации», «О стиле», «Заметки о кэмпе», которые стали фундаментальными текстами современной культуры и академического дискурса.
На русский язык сборник полностью переведён в 2014 году совместной издательской программой Музея современного искусства «Гараж» и издательством Ad Marginem.

## Эссе «Против интерпретации»
«Против интерпретации» — это главное эссе сборника, в котором Зонтаг проводит различия между двумя видами художественной критики и теорией: формалистической интерпретации и интерпретации на основе содержания. Зонтаг не признаёт современную интерпретацию и считает, что ей придают слишком много значения, вместо того чтобы исследовать чувственные аспекты художественной работы и разрабатывать описательную терминологию.
На протяжении всего эссе Зонтаг поддерживает несколько основных аргументов:
1. Интерпретировать художественные произведения не значит воспринимать их всерьёз.
2. Интерпретация никогда не может быть завершена.
3. Искусство не всегда обладает содержанием, и оно не может быть интерпретировано.

Интерпретация — это радикальное средство сохранить путём перекройки старый текст, который является весьма ценным, чтобы от него отказаться. Интерпретатор, фактически не уничтожая и не переписывая текст, изменяет его. Но он не может в этом сознаться. Он утверждает, что всего лишь делает его понятным, раскрывая его настоящий смысл.— Сьюзен Зонтаг
Эссе Зонтаг — о формах публичного, письменного выражения интерпретации, то есть о культурной устойчивости, повторяемости, навязчивости этих мотивов в литературе и искусстве, об их смысловой нагрузке, символическом смысле. Современный стиль интерпретации, особенно презираемый Зонтаг, по отношению к предыдущему классическому стилю интерпретации стремился «довести искусство до настоящего времени», чтобы соответствовать современным интересам и применять аллегорические показания. Там, где этот вид интерпретации должен был разрешить конфликт между прошлым и настоящим, дополняя художественную работу, Зонтаг считает, что современный стиль интерпретации потерял чувствительность и скорее стремится «выкопать и уничтожить» произведение искусства. В наше время, когда каждый может себе позволить часто менять мнение и высказывать его под вуалью анонимности, Зонтаг освещает психологию, лежащую в основе таких «интерпретаций» с пронзительной точностью: «Интерпретация — это не просто комплимент, который посредственность платит гению. Это, действительно, современный способ понимания чего-либо и применяется к произведениям любого качества».
Зонтаг утверждает, что современный стиль интерпретации наносит только вред художественному произведению. Таким образом, соблюдение герменевтики — ошибочно, сложные «чтения» поглощают художественное произведения, а анализ уничтожает их. Она утверждает, что интерпретация делает искусство комфортным и управляемым, тем самым ухудшая первоначальное намерение художника.
Зонтаг относится к миру как к «производственному материалу», где чувства притуплены и уничтожены массовым производством и комплексной интерпретацией в той степени, где оценка вида искусства была потеряна.
Современность для Зонтаг означает потерю чувственного опыта, и она считает, что удовольствие от искусства уменьшается такой перегрузкой чувств. Зонтаг считает, что современный стиль интерпретации разделяет форму и содержание таким образом, что повреждает произведения искусства.
Сьюзен встревожена тем, что критики теряют ясность чувствительного восприятия, поэтому она полагает, что сейчас необходимо восстановить ощущения и критикам, и читателям:

Мы должны научиться видеть больше, слышать больше, ощущать больше. Наша задача состоит не в том, чтобы проявить максимальное количество содержания в художественном произведении, а ещё меньше в том, чтобы выжать из произведения больше содержания, чем там уже есть.— Сьюзен Зонтаг

## Эссе «Заметки о кэмпе»
Эссе «Заметки о кэмпе» стало литературной сенсацией, которое принесло Зонтаг интеллектуальную известность. Зонтаг определяет кэмп как «неестественный вид чувственности, … которая, среди прочего, обращает серьёзное во фривольное».. Для неё кэмп — это «любовь к неестественному, любовь к искусственности и преувеличению».
Сьюзен делит чувствительность на три части:
1. Классическая чувствительность, то есть высокая культура,
2. «Авангардная» — существует в напряжении между эстетической страстью и моралью, воспевая безобразное, безнравственное,
3. Кэмп — исключает моральную сторону, любую серьёзность, трагедию, оставляя эстетическую сторону, и следовательно, становится развлекательной.

Таким образом, Зонтаг одна из первых проанализировала явление кэмпа. В своей работе она чётко выделяет основные его признаки, такие как стилизация, преувеличенная искусственность и эстетизация, приводя примеры из музыки, кино, литературы.

 Перечень произведений, которые Зонтаг определяет как объекты кэмпового восприятия, несомненно, разнороден и включает в себя и светильники от Тиффани, и рисунки Бёрдсли, и Лебединое озеро, и оперы Беллини, и режиссуру Висконти в Саломее, и некоторые открытки конца века, и Кинг-Конга, и старые комиксы о Флэше Гордоне, и женские наряды 1920-х годов, и даже фильмы, занесённые рафинированными критиками в десятку «лучших плохих фильмов, которые я когда-нибудь видел». — Умберто Эко

## Критика
В обзоре сборника Алисия Острайкер из Commentary отозвалась положительно о труде Зонтаг. «Теоретическая часть её книги восхитительна, потому что она безупречно аргументирует каждое высказывание. Даже когда она фальсифицирует данные или искажает исторические события, она делает это с мастерством эксперта».
Бенджамин ДеМотт из The New York Times писал: «Двумя главными недостатками этой книги являются грубое различие между формой и содержанием и нехватка актуальности, но, несмотря на недочёты, благодаря этой книге Зонтаг стала символом писателя и мыслителя во многих вариациях».
В своем обзоре публикаций Зонтаг критик Марвин Мудрик (Harper's Magazine) заметил, что практически все идеи Зонтаг представляют собой плохо переваренные и вывернутые наизнанку общие места послевоенного французского интеллектуализма, приспособленные к условиям рыночного потребления. «Для неё важна не истина, не искренность и не соответствие реальности, — пишет Мудрик. — Что действительно важно, так это "стиль", точнее, избавление от него, если понимать под стилем ответственность за свои слова».
Елизабет Эдельман в обзоре для The Harvard Crimson критикует работу Зонтаг. Она пишет, что её сборник наполнен неточными метафорами и заявлениями очевидных вещей. «Может быть, она пишет, чтобы отличаться от других. Может быть, она пишет, чтобы быть милой. Я думаю, что она пишет за деньги».
Литературный критик Николай Александров из Эхо Москвы пишет: «Сонтаг не устраивает интерпретация художественного произведения, которая рассматривает вынутое из формы содержание, поскольку само понятие содержание кажется ей не вполне правильным. Сонтаг настаивает на магической природе искусства и хочет анализировать прежде всего его воздействие на читателя или зрителя».
В списке «100 лучших публицистических книг» от The Guardian сборник оказался на 16 месте. «Зонтаг стала олицетворением 60-х, её работа однозначно переживёт её».

## Цензура и запреты
В 2025 году, в рамках анти-ЛГБТ-кампании в ходе вторжения в Украину, российская полиция провела обыск и оштрафовала петербургский магазин книг «Подписные издания» на 800 тысяч рублей из-за продажи им книг с «ЛГБТ-пропагандой». Среди них — «Против интерпретации и другие эссе» Сьюзен Зонтаг.